# Colin Clark (ekonom)
Colin Grant Clark (* 2. listopadu 1905 Londýn – 4. září 1989 Brisbane) byl britský a australský ekonom a statistik, který pracoval ve Spojeném království a Austrálii. Propagoval používání hrubého národního produktu (HNP) jako základu pro studium národních ekonomik.

## Život
Narodil se v Londýně a studoval na Dragon School na Oxfordu. Ve studiu pokračoval na vysoké škole ve Winchesteru, potom na Brasenose College Oxford. Přednášel statistiku na University of Cambridge (1931–1938), kde dokončil tři knihy: Národní důchod, Ekonomické postavení Velké Británie a Národní příjmy a výdaje. Svou první knihu zaslal vydavateli Danielu Macmillanovi s doporučením od Johna Maynarda Keynese: „[...] Clark je, myslím, trochu génius: skoro jediný hospodářský statistik, kterého jsem kdy potkal, který se mi zdá prvotřídní.“
Během návštěvy v Austrálie a Nového Zélandu v roce 1937 a 1938 přijal místo v Queenslandské vládě na pozvání premiéra Williama Forgana Smitha. V té době psal Keynesovi o svém rozhodnutí zůstat v Austrálii.
Neobvykle pro státního zaměstnance pokračoval ve vědecké práci, publikoval sérii článků o ekonomii a připravoval svou knihu „Podmínky hospodářského pokroku“, která byla vydaná v roce 1940.
V roce 1984 jej Světová banka jmenovala jako jednoho z průkopníků ekonomie, spolu se sirem Arthurem Lewisem, Gunnarem Myrdalem, W. W. Rostowem a Janem Tinbergenem.